# Président de Cantabrie
Le président de Cantabrie (en espagnol : Presidente de Cantabria) est le chef du gouvernement et le représentant suprême de l'État espagnol de la communauté autonome de Cantabrie.
L'actuelle titulaire de ce poste est, depuis le 4 juillet 2023, la conservatrice María José Sáenz de Buruaga.

## Élection
Le président de Cantabrie est élu par le Parlement de Cantabrie, parmi ses membres, et nommé par décret royal du Roi d'Espagne.

### Procédure
À la suite de chaque élection régionale ou de fin anticipée du mandat du président en exercice, le président du Parlement, dans un délai de vingt jours, après consultation des forces politiques représentées dans l'assemblée et audition du bureau, propose un candidat à la direction du gouvernement régional.
Une fois la proposition formalisée, la séance plénière d'investiture doit se tenir dans les trois à sept jours. Lors de cette session, le nom du candidat est annoncé par un secrétaire, puis celui-ci expose son programme politique, à la suite de quoi la séance est suspendue pour au moins dix-huit heures. À la reprise, un débat s'engage avec les forces politiques parlementaires.
À l'issue du débat, le candidat sollicite la confiance du Parlement, qui lui est accordée à la majorité absolue des députés, soit au moins dix-huit voix.

### Échec
S'il ne réunit pas cette majorité, un nouveau scrutin se tient quarante-huit heures plus tard, au cours duquel la majorité simple suffit. En cas d'échec, la procédure est recommencée jusqu'à ce qu'un candidat obtienne l'investiture. Toutefois, si personne n'est investi dans les deux mois qui suivent le premier vote, le Parlement doit être dissous et de nouvelles élections convoquées.

### Prise de fonctions
Une fois le candidat investi, le président du Parlement en informe le Roi et le gouvernement espagnol. Le souverain prend alors un décret royal, contresigné par le président du gouvernement espagnol, publié au Bulletin officiel de l'État (BOE) et au Bulletin officiel de Cantabrie (BOC). La cérémonie de prise de fonction intervient cinq jours au plus après cette publication.

## Fonctions
Le président de Cantabrie est à la fois chef du gouvernement, représentant de la communauté autonome et représentant de l'État espagnol.

### Chef du gouvernement
Le président désigne et révoque les membres du gouvernement, crée, modifie et supprime les départements exécutifs (Consejerías). En cas d'absence d'un conseiller, il lui désigne un remplaçant provisoire en attendant la nomination d'un successeur.
Il lui revient de fixer les lignes directrices générales de l'action gouvernementale, assurant sa continuité et sa réalisation. À ce titre, il résout les conflits de compétences entre les départements, après audition du conseil de gouvernement (Consejo de Gobierno), et transmet aux conseillers les informations nécessaires à leur travail.
Il convoque les réunions du conseil de gouvernement (Consejo de Gobierno), qu'il préside et donc il fixe l'ordre du jour. Il met en œuvre le programme législatif du gouvernement, coordonne l'exercice du pouvoir réglementaire, signe les décrets du conseil et les conventions que ce dernier autorise.
Après délibération du conseil, il peut poser la question de confiance au Parlement, à qui il peut également proposer la tenue de débats d'ordre général.
Il est chargé de convoquer les élections régionales, ainsi que la session constitutive du Parlement dans les vingt-cinq jours suivant le scrutin. Sous sa seule responsabilité, une fois le conseil de gouvernement entendu, il peut prononcer la dissolution de l'assemblée. Toutefois, ce pouvoir est fortement limité puisqu'il ne peut être exercé durant la première période de session de la législature, s'il reste moins d'un an avant les prochaines élections, si le Parlement examine une motion de censure, si la dernière dissolution date de moins d'un an et si un processus électoral est en cours au niveau de l'État.

### Représentant de l'État
Au nom du Roi, il assure la promulgation des lois régionales, dont il ordonne la publication dans un délai de quinze jours à compter de leur approbation. Il doit également ordonner la publication, au BOC, de la nomination du président du tribunal supérieur de justice (TSJC).

## Fin des fonctions
Les fonctions du président prennent fin avec la tenue des élections régionales, en cas de démission, de décès, de perte de la qualité de député régional, de condamnation pénale comportant l'interdiction d'exercice une fonction publique, d'échec lors d'un vote de confiance, d'adoption d'une motion de censure ou d'incapacité physique ou mentale notoire l'empêchant de remplir ses fonctions, reconnue par le Parlement à la majorité des deux tiers, sur proposition d'un tiers de ses membres ou du gouvernement.
En cas de démission, perte de la confiance parlementaire ou de tenue des élections, il exerce lui-même son intérim. Dans les autres cas, en attendant l'élection d'un successeur, le remplacement est assuré par le vice-président ou, en cas d'inexistence de ce dernier, le conseiller à la Présidence.

### Motion de censure
La responsabilité politique du président peut être mise en cause par le vote d'une motion de censure constructive par le Parlement de Cantabrie. Elle doit être proposée par au moins 15 % des députés, soit au moins six d'entre eux, et comporter un candidat à la présidence de la communauté autonome, qui accepte cette candidature. La motion ne peut être adoptée qu'à la majorité absolue des députés.
En cas de vote favorable de l'assemblée, le candidat à la présidence du gouvernement est réputé investi, puis nommé dans les conditions prévues par la loi de régime juridique du gouvernement. En cas d'échec, aucun signataire ne pourra signer de nouvelle motion pendant un an, au sein de la même législature.

## Historique
Le 30 décembre 1981, le roi Juan Carlos Ier et le président du gouvernement, Leopoldo Calvo-Sotelo, signent la loi organique 2/1981 portant statut d'autonomie de la Cantabrie. Dans son article 16, le texte crée le « président de la députation régionale de Cantabrie » (en espagnol : Presidente de la Diputación Regional de Cantabria) comme chef du gouvernement. À l'occasion de la réforme statutaire du 30 décembre 1998, son titre est changé en président de Cantabrie. Jusqu'au 7 avril 1982, le pouvoir était exercé par le président de la députation provinciale de Santander.